# Radio Globo
Radio Globo est une station de radio nationale italienne basée à Rome.

## Histoire
Fondée à Rome en 1986 par Cesare Benvenuti et Virginia Dantas, la station appartient à Globo Holding, dont les associés sont Bruno Benvenuti, Daniela Benvenuti et Virginia Dantas. En Italie, elle diffuse uniquement à Rome et dans le Latium, en Toscane dans la province de Grosseto et dans les Abruzzes.
Radio Globo est une radio contemporaine qui diffuse de la musique, des actualités et des divertissements. Ses programmes phares sont The Morning Show et Power Selection. La publicité de Radio Globo est confiée à l'agence Globo Advertising. En 2012, la station romaine publie le single Il pulcino Pio, qui devient un tube de l'été. Depuis lors, il s'agit (toutes versions confondues) de la vidéo italienne la plus vue de tous les temps sur YouTube.